# Contea di Churchill
La contea di Churchill, in inglese Churchill County, è una contea dello Stato del Nevada, negli Stati Uniti. La popolazione al censimento del 2000 era di 26 106 abitanti. Il capoluogo di contea è Fallon.

## Geografia fisica
La contea si trova nella parte centro-settentrionale del Nevada. L'U.S. Census Bureau certifica che l'estensione della contea è di 13.010 km², di cui 12.867 km² composti da terra e i rimanenti 243 km² composti di acqua.

### Contee confinanti
- Contea di Lyon - ovest
- Contea di Washoe - nord-ovest
- Contea di Pershing - nord
- Contea di Lander - est
- Contea di Nye - sud-est
- Contea di Mineral - sud

### Principali autostrade
- Interstate 11 (Future)
- Interstate 80
- U.S. Route 50
- U.S. Route 50 Alternate
- U.S. Route 95
- U.S. Route 95 Alternate
- State Route 115
- State Route 116
- State Route 117
- State Route 118
- State Route 119
- State Route 120
- State Route 121
- State Route 361
- State Route 715
- State Route 718
- State Route 720
- State Route 722
- State Route 723
- State Route 726
- State Route 839

## Storia
La contea fu istituita nel 1861 e deve il suo nome a Sylvester Churchill, eroe della guerra messico-statunitense.

## Comuni

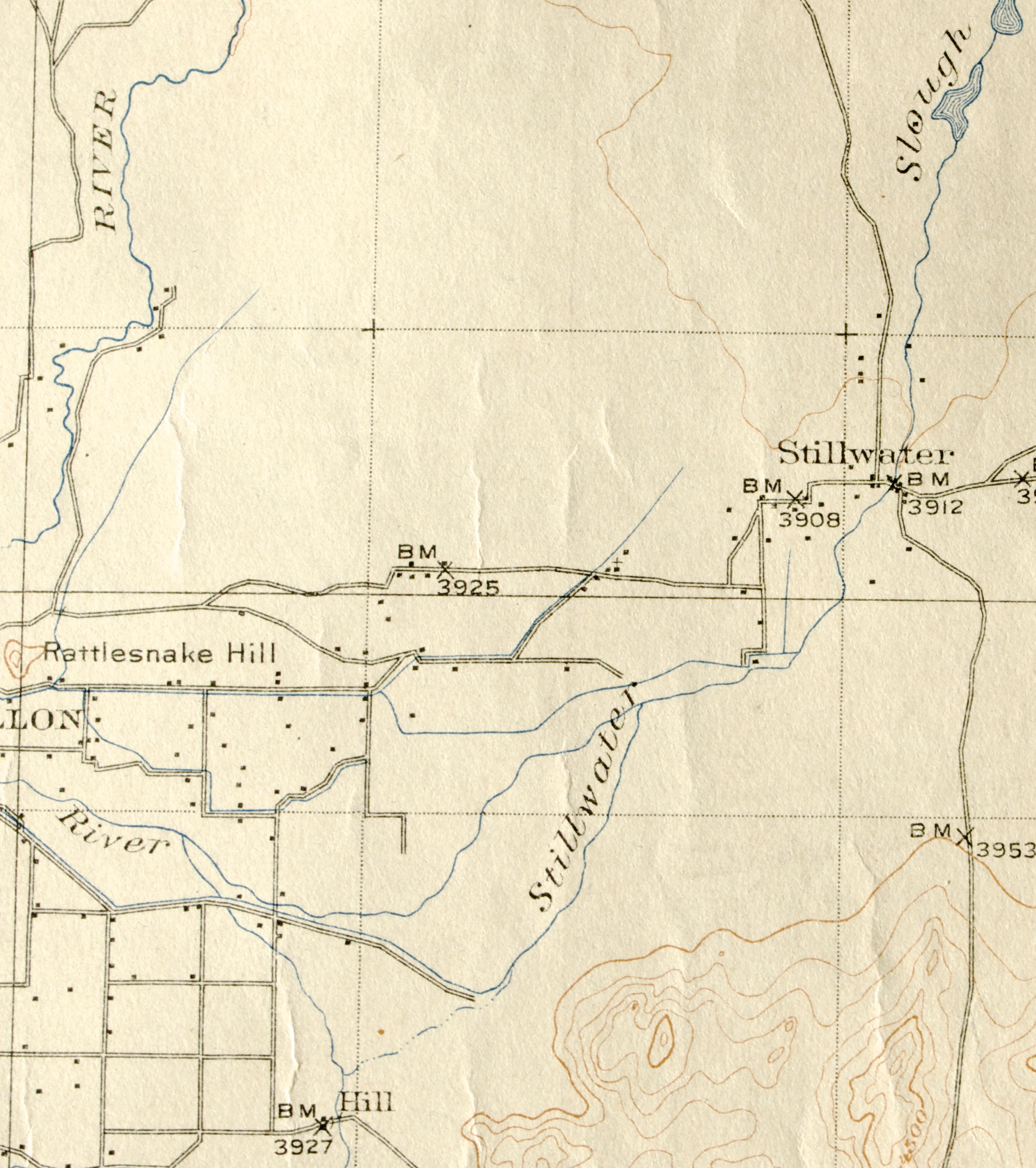
Mappa della contea del 1910

### Città
- Fallon

### Census-designated place
- Fallon Station

### Comunità non incorporate
- Dixie Valley
- Eastgate
- Hazen
- Middlegate
- Stillater

### Riserva indiana
- Fallon Reservation
- Walker River Indian Reservation

### Città fantasma
- Bermond Station
- Bernice
- Boyer
- Coppereid
- Eagleville
- Fairview
- Frenchman
- Jessup
- Leete
- Leeteville
- Miriam
- Nevada City
- Ocala
- Parran
- Ragtown
- Sand Springs Station
- Salt Wells
- Upsal
- White Cloud City
- White Plains
- Wonder